# Leishmaniosis visceral
La leishmaniosis visceral, también conocida como kala-azar, es una enfermedad infecciosa producida por un protozoo parásito del género Leishmania, puede afectar a humanos y diferentes especies animales, principalmente el perro. Es la forma más grave de leishmaniasis y una causa importante de mortalidad a nivel mundial, produciéndose entre 200 000 y 400 000 casos en humanos al año.

## Agente causal

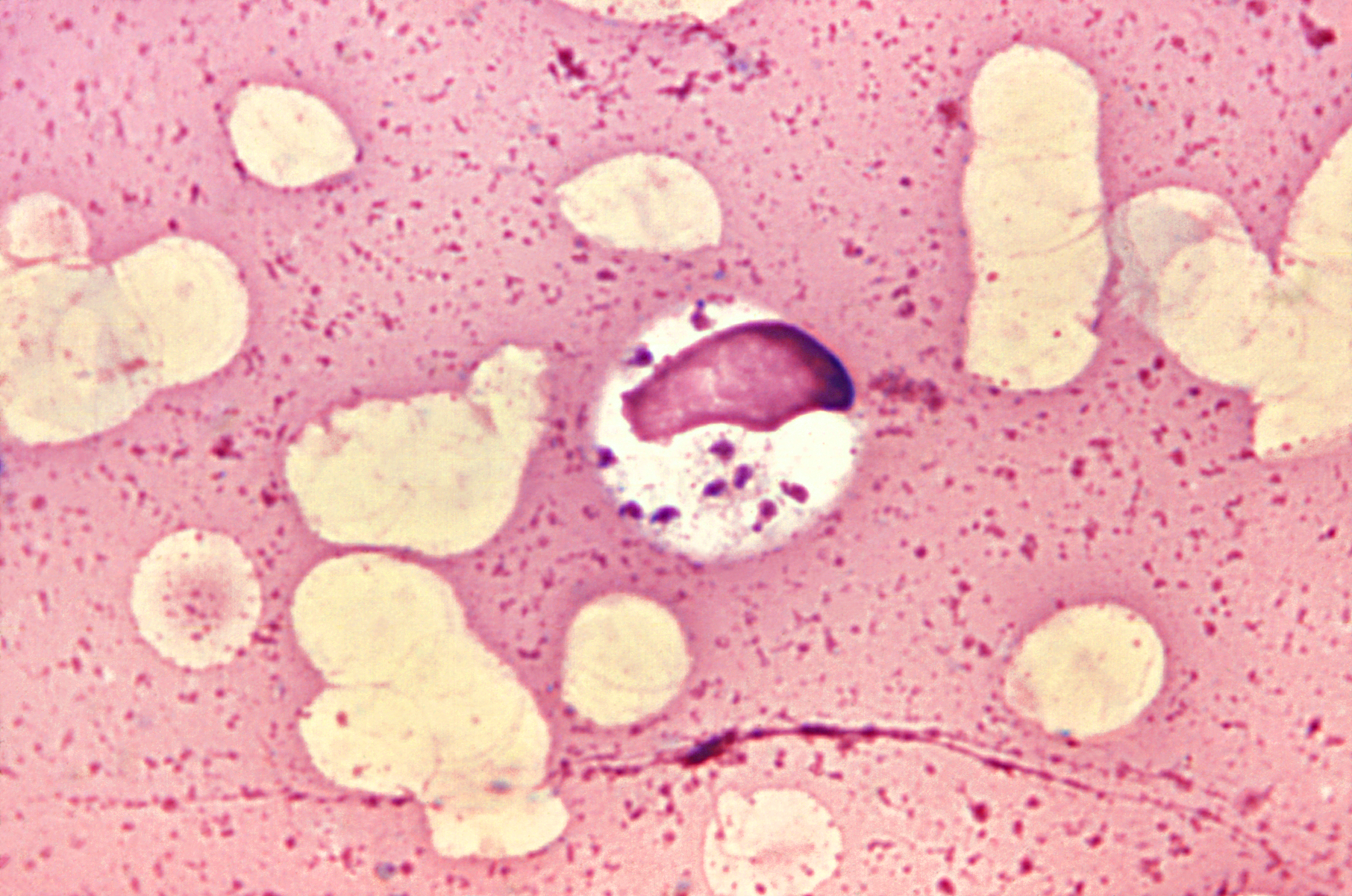
Leishmania donovani en células de médula ósea.

Existen dos especies de Leishmania que pueden causar leishmaniosis visceral. En el este de África e India los casos están provocados por Leishmania donovani, mientras que en Europa, el norte de África y América latina el agente es Leishmania infantum, también conocida como Leishmania chagasi.

## Epidemiología
Es endémica en África Oriental e India. El 90% de los casos a nivel mundial se producen en únicamente 6 países: Brasil, Etiopía, Sudán, Sudán del Sur, India y Bangladés.

## Transmisión

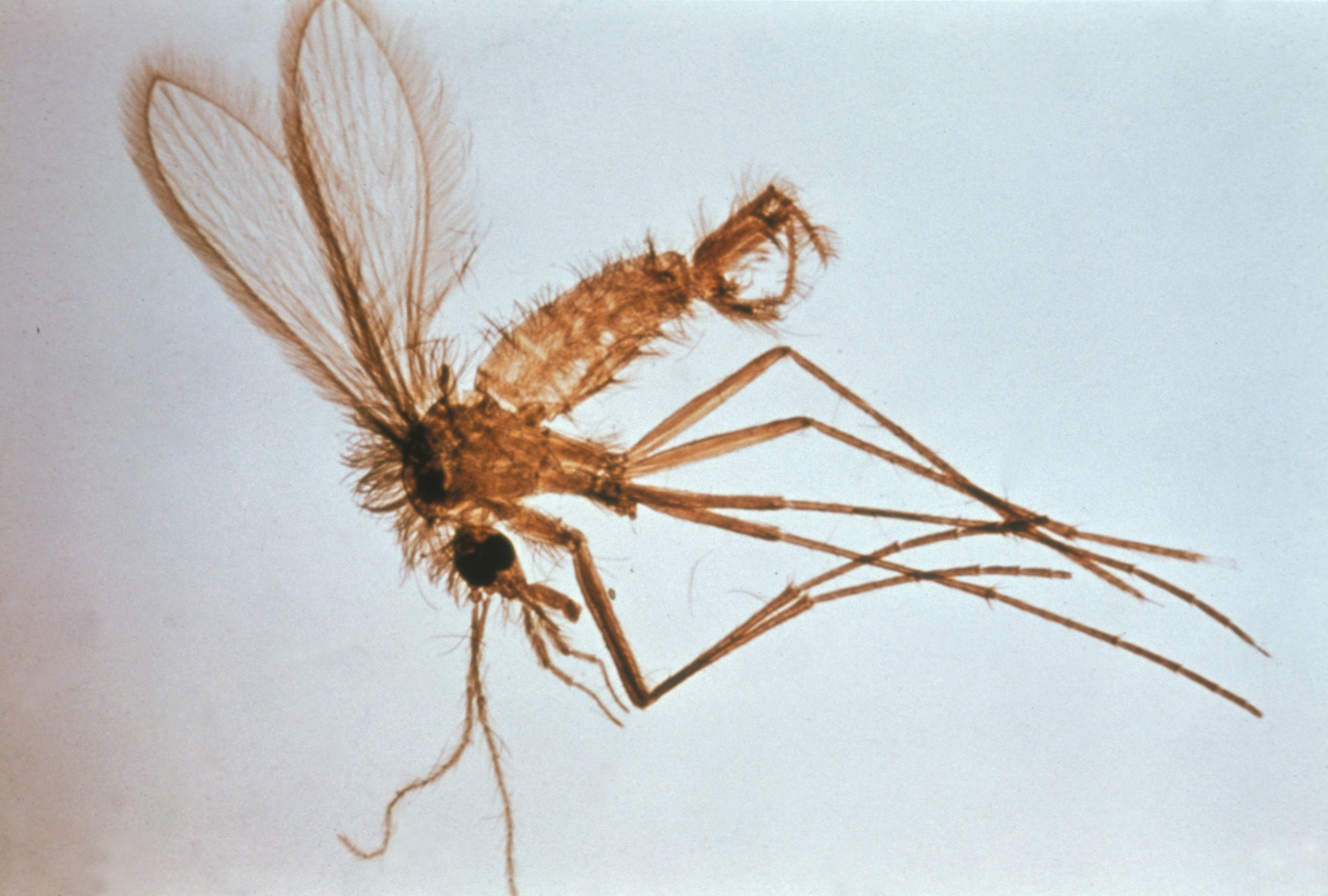
Los flebotomos actúan como transmisores de la leishmaniosis visceral

La transmisión se produce por picadura de mosquitos de los géneros Phlebotomus o Lutzomyia previamente infectados.

## Ciclo bio-epidemiológico

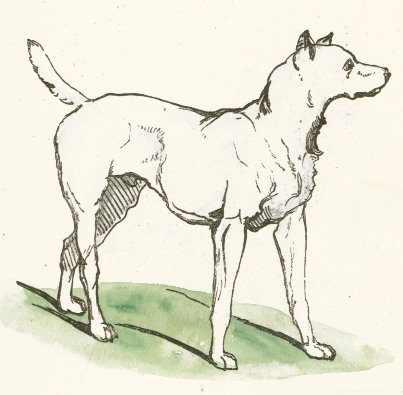
El perro constituye el principal reservorio de la leishmaniosis en el ámbito urbano.

Las leishmanias se localizan y multiplican en las células del sistema fagocítico mononuclear de mamíferos y reptiles;. El ciclo biológico necesita la existencia de insectos que actúan como transmisores, en cuyo tubo digestivo la leishmania se multiplica; algunas leishmania irán al área bucal del insecto y serán inoculados cuando este pica a un mamífero. En el Nuevo Mundo los insectos vectores pertenecen al género Lutzomyia y en el Viejo Mundo al género Phlebotomus.
La leishmaniosis es una zoonosis, es decir, que algunas especies animales son el reservorio y de ellos puede pasar a los humanos a través de la picadura de los insectos vectores. Los animales carnívoros, sobre todo los perros son los principales reservorios, aunque pueden estar involucradas otros muchas especies de mamíferos como los osos hormigueros, perezosos y zarigüeyas. La infección en los vertebrados se produce cuando las hembras de flebotomos infectados pican a un animal o humano para ingerir su sangre, transmitiendo durante el proceso la leishmania.

## Sintomatología
El inicio es insidioso y el periodo de incubación muy largo, generalmente de varios meses. Los síntomas principales son fiebre, aumento del tamaño del bazo (esplenomegalia) e hígado (hepatomegalia), anemia y disminución del número total de leucocitos en sangre (leucopenia) con aumento relativo de monocitos. La evolución sin tratamiento es mortal, los niños desnutridos y los pacientes infectados por el virus de la inmunodeficiencia humana son población de alto riesgo, en ellos la enfermedad suele ser de mayor gravedad.

## Diagnóstico
El diagnóstico se sospecha por los síntomas y se confirma mediante estudios de laboratorio, bien por métodos directos buscando la presencia de leishmania o por métodos indirectos.
El diagnóstico directo se basa en realizar la demostración de leishmania en material procedente de la biopsia de ganglios linfáticos, médula ósea, hígado o bazo. Puede realizarse un frotis directo de la muestra o realizar un cultivo en medio de Senekjie.
El diagnóstico indirecto se realiza con una muestra de sangre, practicando inmunocromatografía del antígeno rK39 o bien realizando la técnica de reacción en cadena de la polimerasa (PCR) o el test de aglutinación directa.

## Tratamiento
Los tratamientos más utilizados son los antimoniales pentavalentes, tanto antimoniato de meglumina como estibogluconato sódico, también llamado gluconato de antimonio sódico, ambos se administran por vía parenteral. Dependiendo del área geográfica pueden recomendarse otros tratamientos. En India existe un alto índice de fracaso con el tratamiento de antimoniales pentavalentes, por lo que se emplean frecuentemente otros tratamientos como la anfotericina B y la anfotericina B liposomal, esta última es una anfotericina B encapsulada en liposomas lo que disminuye considerablemente la toxicidad renal del fármaco.